# Scrittura Vinča
La scrittura Vinča, nota anche come alfabeto Vinča o scrittura Vinča-Turdaș, è un insieme di caratteri trovati su alcuni manufatti preistorici provenienti dall'Europa sud-orientale.
Sebbene alcuni  studiosi sostengano che si tratti del primo esempio di scrittura, appartenente alla cultura di Vinča, sviluppatasi lungo il corso del Danubio tra il VI e il III millennio a.C., secondo la maggioranza degli esperti invece i simboli Vinča, data l'eccessiva ripetizione di alcuni di essi e l'estrema brevità delle successioni di caratteri (la maggior parte delle iscrizioni sono composte da singoli simboli), devono essere classificati come un sistema di protoscrittura, ovvero come un sistema di simboli che rimanda ad un concetto, e non quindi come una scrittura vera e propria. Si ritiene quindi che la prima vera testimonianza di scrittura rimanga la scrittura geroglifica.

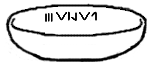
Disegno di un vassoio di terracotta con alcuni simboli della scrittura Vinča.

La scoperta di questo sistema simbolico risale al 1875, durante alcuni scavi archeologici eseguiti dall'archeologa ungherese Zsófia Torma presso la località rumena di Turdaș nel distretto di Hunedoara, dove vennero alla luce alcuni manufatti di terracotta contenenti alcuni simboli fino ad allora sconosciuti. Reperti molto simili vennero trovati nel 1908 nei pressi di Vinča, una località nelle prossimità di Belgrado, in Serbia, a circa 120 km dal primo ritrovamento. Successivamente altri reperti della stessa natura furono trovati nei pressi di Banjica, un altro sobborgo di Belgrado.
Questo sistema simbolico è stato poi collegato alle tavolette di Tărtăria, ritrovate dall'archeologo Nicolae Vlassa nel 1961 nei pressi di Săliștea in Romania. Secondo la datazione al carbonio dei reperti, questi risalirebbero a circa il IV millennio a.C., ovvero 1300 anni prima della scrittura cuneiforme. Dopo queste prime scoperte, sono stati trovati circa un migliaio di reperti della stessa natura, in diversi siti disseminati lungo tutto l'arco dei Balcani, in particolare in Grecia, Bulgaria, Romania, Ungheria orientale, Moldavia e Ucraina meridionale.
Gran parte dei simboli sono incisi su vasellame di terracotta, insieme a piccole statuette e manufatti di altra natura. Gran parte delle iscrizioni, circa l'85%, sono composte da singoli simboli. Essi sono in gran parte simboli astratti, mentre altri sono zoomorfi. 
L'importanza di questi simboli consiste nel fatto che essi sarebbero una scrittura molto precedente a quella ritrovata ad Uruk. L'analisi di questi simboli ha mostrato una forte differenziazione rispetto alle scritture del Medio Oriente e i risultati portano ad ipotizzare che questi due sistemi siano emersi nel tempo in maniera indipendente e separata. Vi sono però analogie con iscrizioni e simboli trovati altrove, sempre risalenti al neolitico, come in Egitto, Creta e Cina.
La natura e lo scopo di questi simboli rimangono sconosciuti. Non è chiaro se siano stati tracciati per esprimere una lingua specifica e se siano una sorta di alfabeto, sillabario o altro. Nonostante numerosi tentativi di decifrarli, non esiste una traduzione plausibile.